# Киянченко Дмитро Георгійович
Дмитро  Георгійович  Кия́нченко (19 серпня, 1946, Київ) — український радянський художник; член Спілки радянських художників України з 1950 року. Мати - художниця Надії Компанієць-Киянченко, батько художник Киянченко Георгій Васильович.

## Біографія
Народився 19 серпня 1946 року в Києві в сім’ї художників Г.В. Киянченко та Надії Дмитрівни Компанієць-Киянченко. Навчався в Київській Художній Школі ім.Т.Г.Шевченка, закінчив Київський Художній Інститут (тепер Національна Академія Образотворчого Мистецтва) по майстерні  народного художника УРСР В.Г.Пузиркова, проходив стажування в Творчих Майстернях АМ СРСР під керівництвом професора, дійсного члена АМ СРСР  С.О. Григор’єва. Працює в жанрі станкового мистецтва – тематична картина, портрет, пейзаж, натюрморт. Бере участь в обласних та республіканських виставках з 1972 р. Член Спілки Художників України з 1985 р.

## Творчість
Працював у галузях станкового живопису (створював історичні картини, портрети, пейзажі, натюрморти) та плаката. Серед творів:
живопис
- «Портрет господарки a la bodegones», 1962 р.,
- «Кочегар», 1963 р.,
- «Тарас Шевченко. Захалявні книжечки»,
- «Тарас Шевченко художник», 1964 р.
- «Рибачки чекають», 1969 р.,
- «Дороги кличуть» (дипломна робота), 1972 р.,
- «Портрет інспектора карного розшуку Павла Могильного», 1972 р.,
- «Київські метробудівці», 1976 р., «Місцями короткочасні дощі», 1977 р., *«Портрет артистки балету Н. Захарчук», 1980 р.,
- «Київська Лавра», 1983 р., «Чисте небо», 1984 р.,
- «В гримерній», 1993 р,
- «Майдан Незалежності вночі», 1994 р.,
- «Автопортрет в майстерні», 2004 р.,
- «Подруги», 2005 р.,
- «Художня рада», 2006 р.,
- «Портрет Оксанки»», 2010 р.
- «Тихий вечір» , 2014 р.,
- «Задощило», 2015 р.,
- «Гроза насувається», 2016р.,
- «Провулок Шевченко, Революція гідності, Майдан палає», 2023, р.

Брав участь у виставках з .... року, республіканських — з .... року, всесоюзних — з ..... року. Персональні виставки відбулися у Києві у .... роках.
Твори художника зберігаються в Національному художньому музеї України, Національному музеї українського народного декоративного мистецтва, Національному музеї у Львові, Запорізькому і Полтавському художніх музеях, Чернівецькому краєзнавчому музеї, приватних колекціях Польщі, Чехії, Франції, Англії, США.